# Pilar Alegría
María del Pilar Alegría Continente (* 1. November 1977 in La Zaida), bekannt als Pilar Alegría, ist eine spanische Politikerin der PSOE. Seit 2021 ist sie spanische Bildungsministerin sowie seit 2023 Regierungssprecherin.

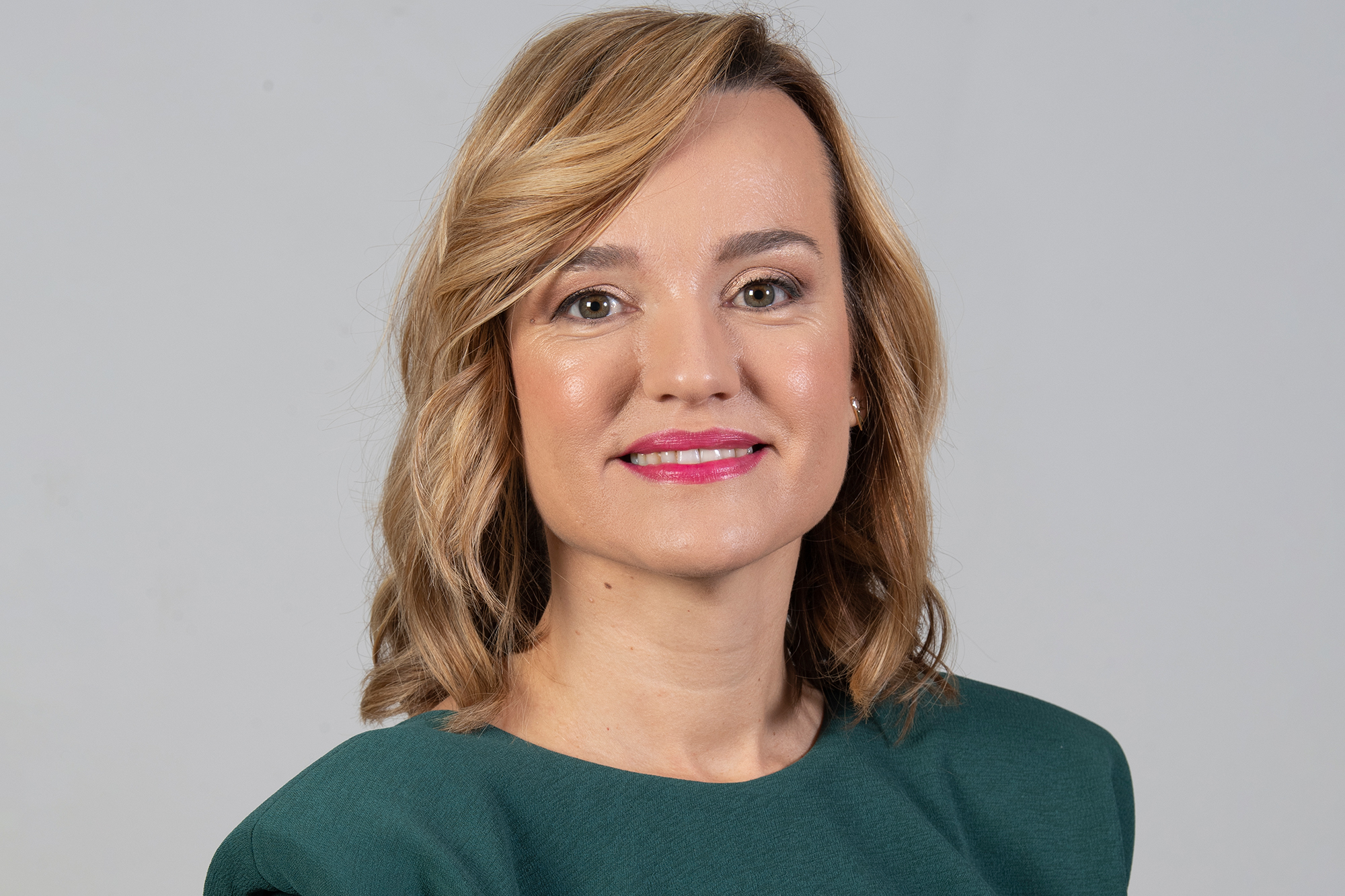
Pilar Alegría (2023)

## Leben
Alegría wurde in La Zaida in der Provinz Saragossa (Aragonien) geboren. Nach einem Lehramtsstudium mit der Spezialisierung Grundschullehramt, das sie an der Universität Saragossa mit einem Diplom abschloss, absolvierte Alegría ein Masterstudium der Sozialpädagogik an der Universidad Complutense in Madrid. 

## Politische Karriere

### Anfänge
2008 wurde Alegría im Alter von 31 Jahren für Aragón in den Congreso de los Diputados, das Unterhaus des spanischen Parlaments gewählt. 2015 wurde sie Mitglied der aragonesischen Regionalregierung als Ministerin für Bildung, Innovation und Forschung. Zwischen 2015 und 2019 war sie außerdem Mitglied im aragonesischen Regionalparlament.

### Bürgermeisterkandidatur
Bei den Kommunalwahlen in Saragossa 2019 kandidierte Alegría für das Amt der Bürgermeisterin. Die Wahl verlief durchaus erfolgreich, die PSOE wurde mit zehn Sitzen stärkste Kraft im Rathaus. Bürgermeisterin wurde Alegría allerdings nicht. Dank einer Vereinbarung zwischen der konservativen Partido Popular, den liberalen Ciudadanos und der rechtsradikalen Vox entschied der PP-Kandidat Jorge Azcón die Wahl für sich. Alegría war anschließend noch bis Februar 2020 Fraktionssprecherin der PSOE im Rathaus von Zaragoza, bevor sie erneut Delegierte der aragonesischen Regierung wurde.

### Ministerin
Im Juli 2021 wurde sie von Ministerpräsident Sánchez in die spanische Regierung berufen, in der sie bis zunächst Bildungsministerin war. Nach den vorgezogenen Parlamentswahlen 2023 wurde sie im November 2023 zur Ministerin für Bildung, berufliche Bildung und Sport ernannt. Darüber hinaus ist sie Regierungssprecherin.